# 리처드 클라인

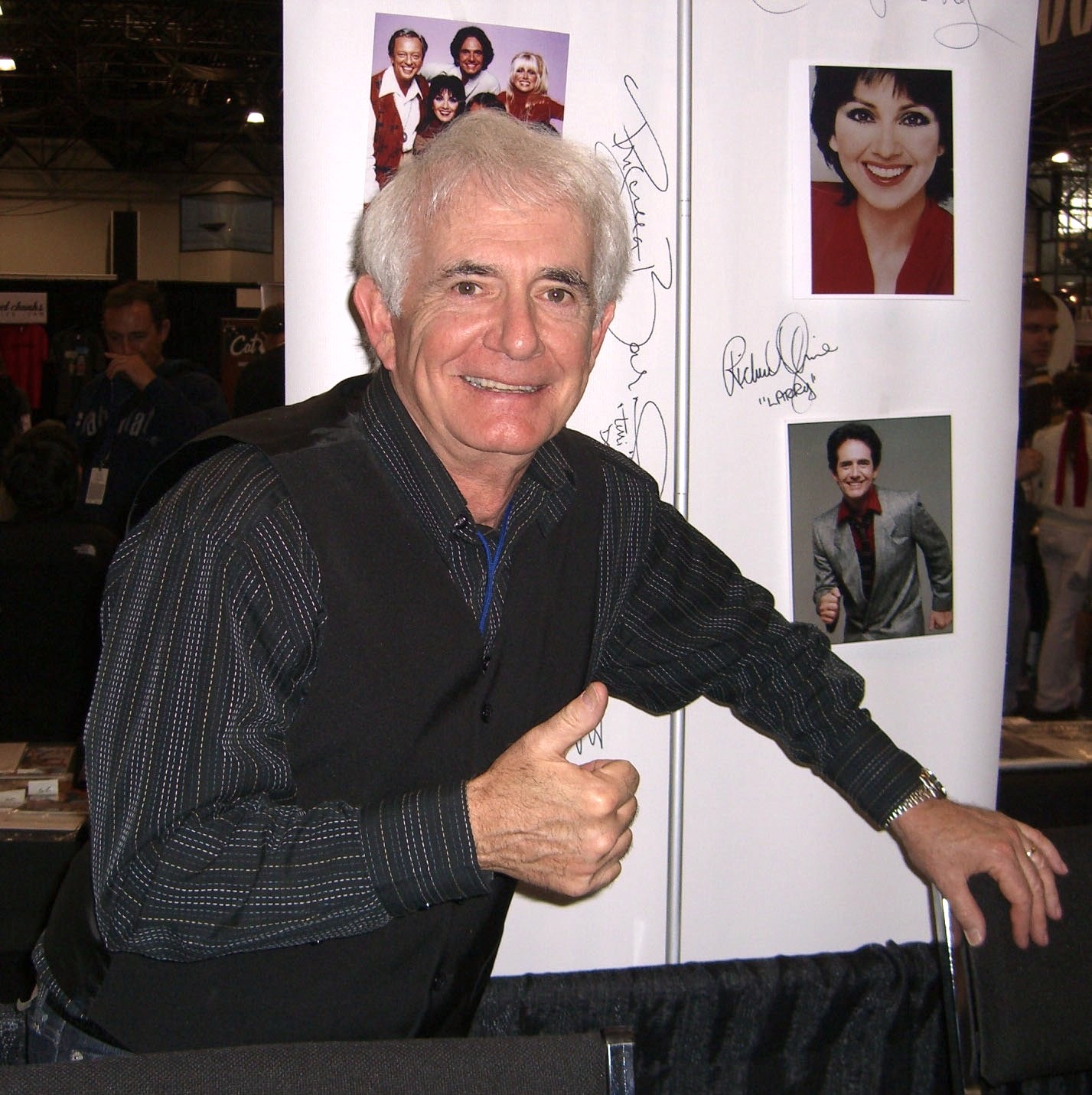

리처드 클라인(Richard Kline, 1944년 4월 29일 ~ )은 미국의 영화배우, 텔레비전 배우, 연극 배우이다.
뉴욕에서 태어났다.

## 영화
- 잭 앤 질 (2011년)
- 척 앤 래리 (2007년)
- 리버티 하이츠 (1999년)
- 비버리 힐스 닌자 (1997년)
- 암살 특명 (1995년)
- 헬 해스 노 퓨리 (1991년)
- 사이드 바이 사이드 (1988년)
- 태권소년 어니 (1986년)
- 사랑의 유람선 (1977년)
- 아들과 딸들 (1977년)